# Noërs
Noërs is een plaats in het Franse departement Meurthe-et-Moselle in de gemeente Longuyon.
De plaats ligt aan de belangrijke weg de N18 die hier onderdeel vormt van de Europese weg 44.

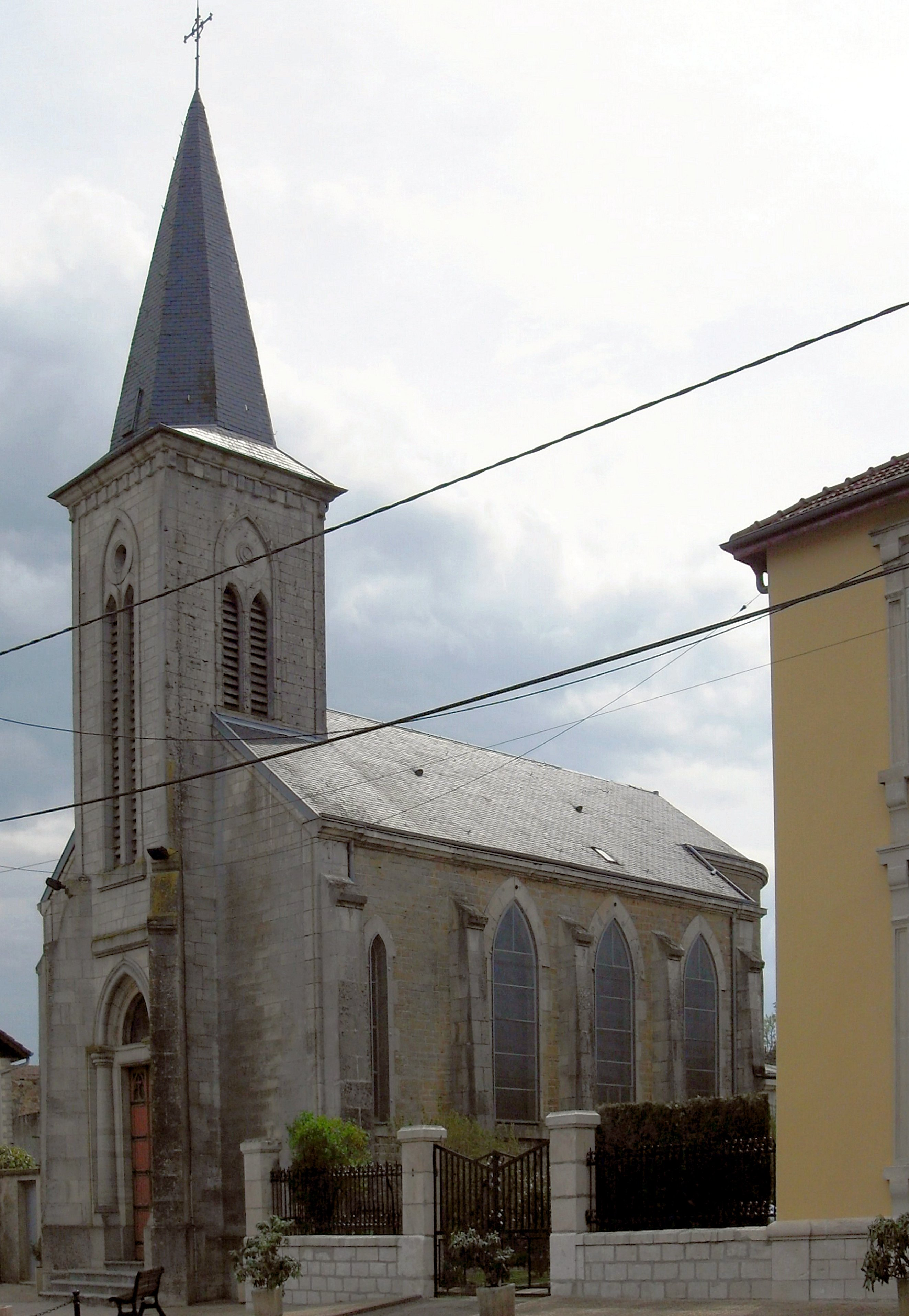
De kerk van Noërs